# Premis Ondas 1976
Els Premis Ondas 1976 van ser la vint-i-tresena edició dels Premis Ondas, atorgats el 1976. En aquesta edició es diferencien les categories: Premis Nacionals de ràdio, nacionals de televisió, internacionals de ràdio i televisió, hispanoamericans i especials.

## Nacionals de ràdio
- Luis Arribas Castro de Radio Barcelona
- Francisco Blanco Marcos de Radio Juventud de Bilbao
- El bimilenario de Zaragoza de Radio Zaragoza
- A les cinc: Novel·la de Radio Peninsular de Barcelona
- José María Gómez Labad de RNE
- José Joaquín Iriarte de Cadena SER
- Joaquín Prat de cadena SER
- Última edición de RNE

## Nacionals de televisió
- Este señor de negro de TVE
- A fondo, Presentat per Joaquín Soler Serrano de TVE
- Pedro Macía de TVE
- Federico Volpini de TVE

## Internacionals de ràdio
- Gina Basso, RAI d'Itàlia
- Le Silence, Radio-Télévision suisse romande, Lausanne, Suïssa
- Snake, BBC de Gran Bretanya
- Radio Lawaaipapegaai, d'AVRO (Països Baixos)

## Internacionals de televisió
- Junichi Ushiyama, Nippon AV-Productions del Japó
- Piesni, Radio TV de Varsòvia
- Le tour de France d'un coursier, TF1 de França
- Die gespaltene nation (la nació dividida), WDR d'Alemanya

## Hispanoamericans
- Dirección de noticieros y eventos especiales, Televisa, Mèxic
- Radio Chaco Boreal, Emissora d'Asunción (Paraguai)
- La mejor semilla, Radio Nacional de Guatemala
- Milton Schinca d'Uruguai
- Luis Daniel Uncal, La Voz de América dels EUA

## Especials
- José Luis Colina
- Carles Sentís
- Gabinet d'estudis i laboratori de Ciències de la Comunicació de la cadena SER